# Dario Nardella
Dario Nardella (ur. 20 listopada 1975 w Torre del Greco) – włoski polityk, prawnik i samorządowiec, deputowany krajowy, w latach 2014–2024 burmistrz Florencji, poseł do Parlamentu Europejskiego X kadencji.

## Życiorys
Ukończył klasę skrzypiec w konserwatorium muzycznym Conservatorio Luigi Cherubini, po czym do 2004 zawodowo zajmował się muzyką. Został absolwentem prawa na Uniwersytecie Florenckim. Pracował jako nauczyciel akademicki, na macierzystej uczelni uzyskał doktorat z prawa publicznego i prawa ochrony środowiska. W 2005 współtworzył fundację „Eunomia”. Działał w Demokratach Lewicy, następnie dołączył do Partii Demokratycznej.
W 2004 zasiadł w radzie miejskiej Florencji. W latach 2009–2013 i ponownie w 2014 pełnił funkcje asesora we władzach miejskich i zastępcy burmistrza. W 2012 powołany na przewodniczącego rady stowarzyszenia włoskich gmin (ANCI). W wyborach w 2013 uzyskał mandat posła do Izby Deputowanych XVII kadencji. W 2014 został wybrany na urząd burmistrza Florencji. W 2019 uzyskał reelekcję na drugą kadencję. W styczniu 2015 został również burmistrzem obszaru metropolitalnego Florencja. Od 2020 do 2023 pełnił funkcję przewodniczącego stowarzyszenia miast Eurocities.
W 2024 uzyskał mandat posła do Europarlamentu X kadencji.